# Abraham Nilsson Brahe
Abraham Nilsson Brahe, född 24 augusti 1669 i Stockholm, död där 6 mars 1728, var en svensk greve, militär och godsägare. Han var son till Nils Brahe den yngre och Margareta Juliana Wrangel.
Abraham Brahe var herre till Skokloster, Rydboholm, Bogesund, Brahelund och Frösunda i Uppland, Brahehus, Lyckås, Östanå herrgård, Västanå slott i Småland samt Spiker på Rügen. Han blev student vid Uppsala universitet 1679 och deltog vid riksdagarna 1686 och 1689 men begav sig snart utomlands, blev volontär vid hertigen av Savoyens armé 1690. Han reste därefter i Italien, Frankrike och Nederländerna 1691–93. År 1694 blev han överste för före detta Putbuska svenska regementet i holländsk tjänst, deltog 1695 i belägringen av Namur och blev samma år kommendant i Huy. I november erhöll han permission för att återvända till Sverige och blev våren 1696 överstelöjtnant vid generalguvernörens regemente i Stettin. Han lämnade dock snart militärlivet, erhöll avsked ur holländsk tjänst 1696 och Stettinska regementet 1701 för att helt ägna sig åt skötseln av sina gods. Under hemmavaron deltog han bland annat i riksdagen 1710 där han förordade en belöning åt Magnus Stenbock för hans seger i slaget vid Helsingborg, motsatte sig nedsmältandet av troféer för att anskaffa medel till den fortsatta kriget och försökte förhindra att riksdagen upplöstes då bönderna ville resa hem.

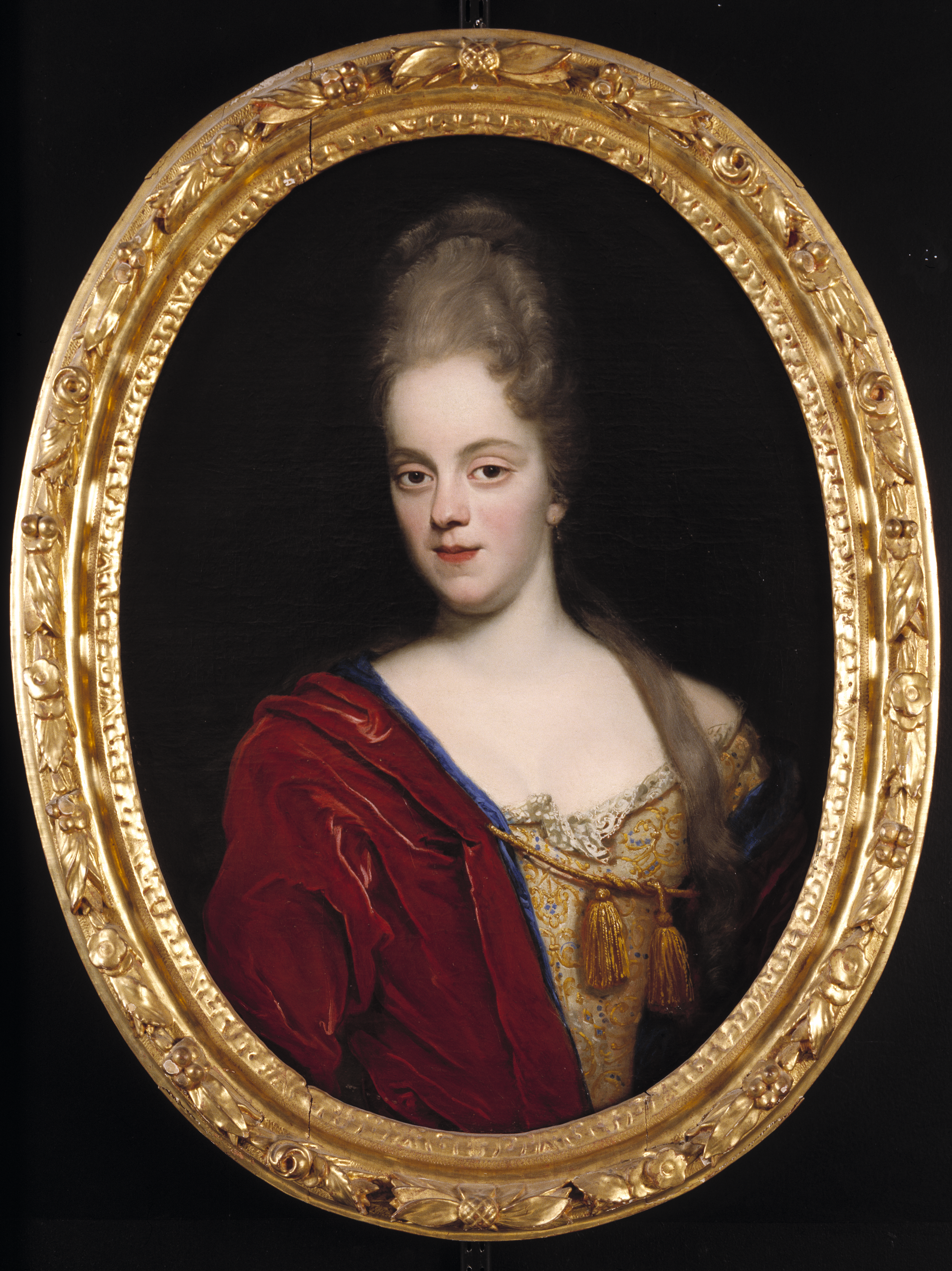
Grevinnan Eva Bielke, född Horn af Björneborg (1677–1715). Oljemålning på duk 1696 av David Richter den yngre. Skoklosters slott.

Han deltog därefter i den Stenbockska expeditionen till Tyskland 1712–13, under vilken utmärkte sig i slaget vid Gadebusch men blev fången vid kapitulationen i Tönningen. Snart frigiven deltog han på nytt vid riksdagen 1713–14, där han stödde fredsförhandlingar och Ulrika Eleonoras övertagande av regentskapet, för vilket han var en av dem som 15 mars 1714 klandrades av Arvid Horn.
Efter 1719 deltog han inte i flera riksdagar. Han erhöll 2 januari 1719 generalmajors karaktär.
Abraham Nilsson Brahe gifte sig 1695 med Eva Bielke (1677–1715) och sedan 1716 med Margareta Fredrika Bonde (1680–1727). Han fick tio barn varav endast två döttrar överlevde honom. Braheätten levde vidare genom sonsonen Erik Brahe (1722–1756).